# Belägringen av Bari
Belägringen av Bari 1068–71 var en tre års lång blockad av staden Bari av normandiska styrkor under Robert Guiscard. I april 1071 hade det sista starka bysantinska fästet i södra Italien givit upp. Det blev slutet för det bysantinska rikets dominans på den italienska halvön.